# Conny Kreitmeier
Cornelia "Conny" Kreitmeier (Múnic, 2 d'agost de 1971) és una cantant, artista de cabaret, animadora i compositora alemanya. I fins al 2023 la veu principal de la banda The Heimatdamisch.

## Biografia
Cornelia Kreitmeier va créixer com la segona de tres fills d'una família de fusters a Neufahrn bei Freising. Després de graduar-se a l'escola secundària, va completar un aprenentatge de tres anys com a enquadernadora artesanal. A mitjans dels anys noranta es va traslladar a Múnic, on va estudiar a la Neue Jazzschool München entre el 1993 i 1996. Va participar en nombroses "sessions" a clubs de la ciutat, acompanyades de formació continuada privada com cursos d'improvisació teatral i participació en tallers de cant amb Norbert Gottschalk i Dorte Hyldstrup. Va fer classes de piano i guitarra, així com classes d'actuació. Després d'un càsting com a corista amb The Weather Girls, va ser contractada del 1997 al 1999. També va fer diverses aparicions com a cantant de cor amb Hot Chocolate, Chris de Burgh i Jennifer Rush.

## Trajectòria
El 1996 va conèixer el guitarrista Norbert Bürger, que era membre d'una banda de Gypsy-Jazz. Bürger i Kreitmeier es van allunyar del Real Book jazz convencional i van actuar junts sota el nom d'Orquestra Bürger Kreitmeier. Van ser guardonats amb el Deutscher Kleinkunstpreis l'any 2006 pel seu grotesc espectacle de rock i pop. Entre el 2003 i el 2006, el duet va guanyar fama a través de les aparicions televisives en programes de cabaret i comèdia. L'abril de 2007 tots dos van fer la darrera actuació de rock a la localitat de Bielefeld. En general, el duet va estar actiu des del 1997 fins al 2007, de vegades completant fins a 150 concerts l'any.
Després dels èxits en el gènere del cabaret i la comèdia, Kreitmeier va tornar als projectes purament musicals. Va continuar les col·laboracions amb diversos músics i artistes, com Jan Zehrfeld, líder de la banda de jazz-metal funk Panzerballett. Junts van crear algunes pistes vocals per a la banda, per exemple l'opereta jazz-metall Zickenterror, que Kreitmeier interpreta ocasionalment com a cantant convidada amb la banda. El desembre del 2013, Kreitmeier & Zehrfeld van actuar una vegada com a duet sota el nom de MedusA-Narchos al Festival de Jazz de Múnic.
Entre 2007 i 2012, Conny Kreitmeier va ser la líder i guitarrista rítmica de la banda de rock femení Daisy Ultra.
Entre 2008 i 2013, juntament amb un trio de rock clàssic, va presentar el "concert de música oficial" sota el nom de Moodsbüro Kreitmeier, un popurri de les seves pròpies composicions i versions. De 2012 a 2022, l'Stimmungsbüro Kreitmeier va es va reformar com a banda d'estudi en directe al programa de cabaret "Schleich Fernsehen" del canal bavarès BR. Entre 2011 i 2016, Kreitmeier també va actuar com a vocalista de jazz al combo de jazz modern "Franz-David Baumann Quintett". Les composicions pròpies de Baumann contenen alguns textos escrits en alemany per Kreitmeier.
Kreitmeier va ser la cantant i guitarrista de la banda de rock d'estil Oberkrainer The Heimatdamisch des de 2015 fins a finals de 2023. La banda va actuar en molts festivals importants tant a Alemanya com a Àustria, incloent-hi els Woodstock der Blasmusik, Brass Wiesn i Voixjam. El 2016, The Heimatdamisch van actuar en directe al lliurament dels premis Bayerischer Kabarettpreis al canal de televisió BR. El seu vídeo "Highway to Hell" publicat a Facebook va assolir més de 8 milions de visualitzacions en pocs dies o la versió de "Sweet Child o'Mine" de Guns n' Roses a YouTube va arribar a 9,8 milions. La banda va llançar el seu primer àlbum, "Circus Oberkrain", el 2019.

### Teatre
El 1994, Kreitmeier va rebre un petit paper secundari en un episodi de la sèrie policíaca Tatort. Això va anar seguit l'any 2000 per un compromís en el musical Labyrinth on Line, una producció pròpia de la Hochschule für Musik und Theater München (HMTM). Al Tollwood-Festival de Múnic de 2007 va representar el paper de "Nanni Haslinger" a l'obra teatral Der verkaufte Großvater i va ser responsable de l'arranjament coral. A l'estiu de 2013, a més d'un paper, també se li va encarregar la direcció musical i la composició musical per a Erster Klasse de Ludwig Thoma.

### Docència
Conny Kreitmeier treballa com a professora de cant autònoma en escoles de música i com a professora convidada en tallers. De 1997 a 2013 va ensenyar al Downtown Music Institute d'Augsburg. Entre el 2007 i el 2011 va ser la cap de la especialitat de cant del curs intensiu de pop. Del 2011 al 2020 va ensenyar com a professora de cant a la Münchner Jazzschool en el programa d'ensenyament obert i va dirigir el cor de jazz de l'escola fins al 2017. Des del 2019 gestiona la seva pròpia plataforma docent anomenada Singfarben.

## Discografia

### Àlbums
- 1996. Zünglein amb Frau Komma Hund.
- 1997. Arruda mosaique amb U-Turn.
- 1999. Come to My Bed amb Orchester Bürger Kreitmeier
- 2002. My Brain Is Empty amb Orchester Bürger Kreitmeier.
- 2003. Happy Home amb Orchester Bürger Kreitmeier.
- 2016. …und draußen tobt die Welt amb Franz-David Baumann Quintett feat. Conny Kreitmeier.
- 2019. Circus Oberkrain amb The Heimatdamisch.

### DVD
- 2003. Die groteske Rock- und Popshow amb Orchester Bürger Kreitmeier.
- 2006. Rockgiganten amb Orchester Bürger Kreitmeier.

### CD/Audiollibre
- 2012. Souveräne Stimme unter Druck und Stress de i amb l'entrenadora vocal Eva Loschky, música: Conny Kreitmeier.

### Doblatge, veu d'estudi i col·laboracions
- Georg Ringswandl: Woanders (cançons 5 i 9)
- Animes i videojocs: Monster Rancher, Digimon, Pokémon, Toggo, Pretty Cure, Beyblade, Bola de Drac
- 7for4, Klaus Doldinger/Passaport, Eisbrecher, Grauer Star/Bullyparade, Bluesgangsters, RPWL, Panzerballett, Rainer Fabich, Christoph Well i altres.

### Premis i guardons
- 2002. Premi DRAGONBALL Z GOLD 2002 per la venda de més de 150.000 CD de Dragonball Z.[17]
- 2004. Premi Prix Pantheon de sàtira.
- 2004. Niederstätter surPrize amb l'Orquestra Bürger Kreitmeier.[18]
- 2004. Thüringer Kleinkunstpreis (Premi Cabaret de Turíngia) amb l'Orquestra Bürger Kreitmeier per l'espectacle Die groteske Rock und Popshow.[19]
- 2006. Deutsche Kleinkunstpreis amb l'Orquestra Bürger Kreitmeier.[4]
- 2016. Dos discs d'Or per "Die Hölle muß warten" i "Schock".[20]